# Pointe Fine
La pointe Fine est une plage située sur le bord du lac Matapédia dans la vallée de la Matapédia au Bas-Saint-Laurent près d'Amqui dans le territoire non-organisé du Lac-Matapédia au Québec. La pointe fine porte ce nom en raison d'une pointe qui s'allonge vers le lac qui se termine en se rétrécissant. L'endroit est constitué d'une vaste plage de sable publique et est facilement accessible en bateau. Un stationnement a été aménagé pour les voitures et les quads. La baignade est une activité populaire. Le Xfest, un festival de wakeboard, s'y tient annuellement. La pointe fine fait partie de la région touristique de la Gaspésie, plus précisément dans la sous-région touristique de la vallée de la Matapédia.

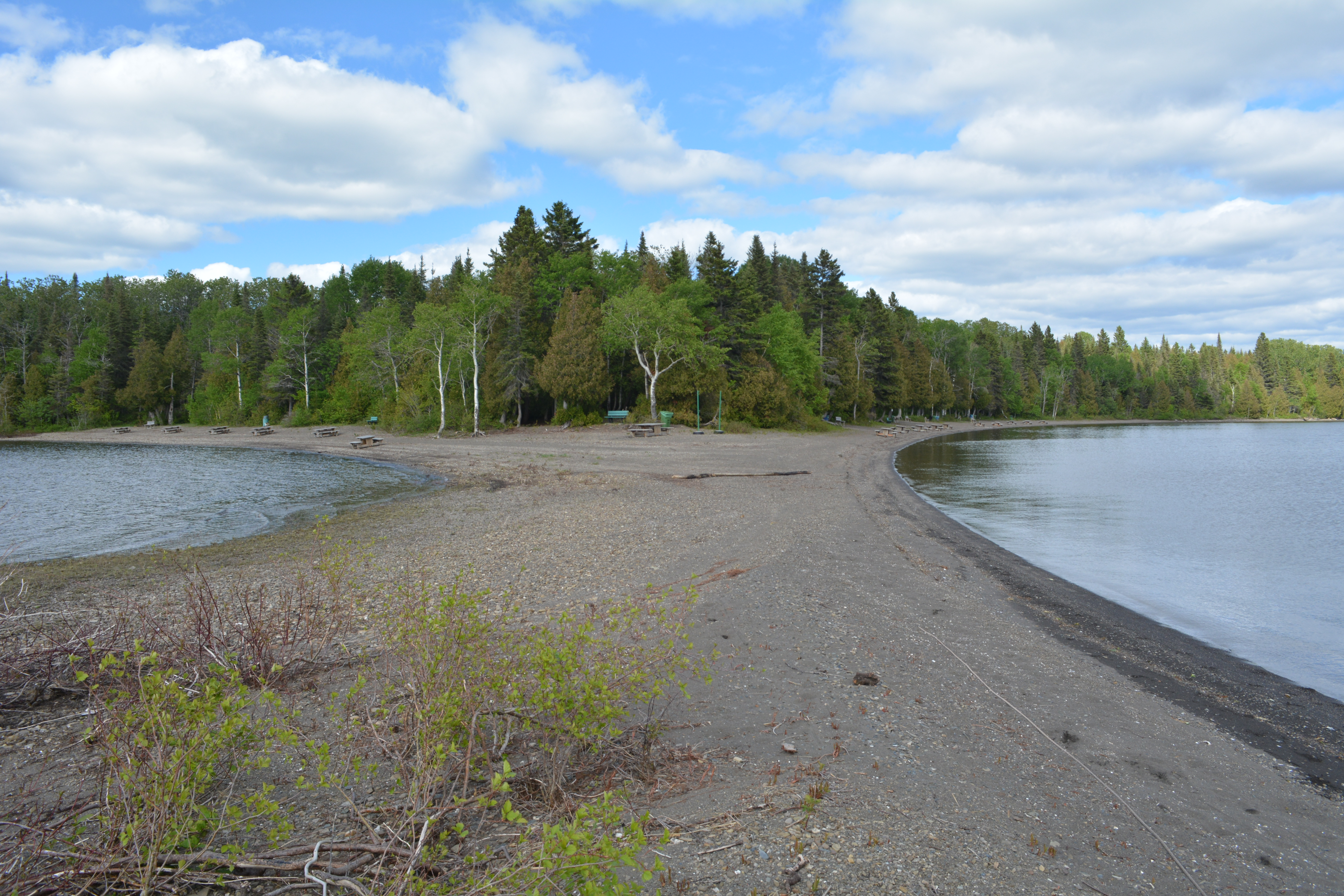
La plage de la Pointe Fine
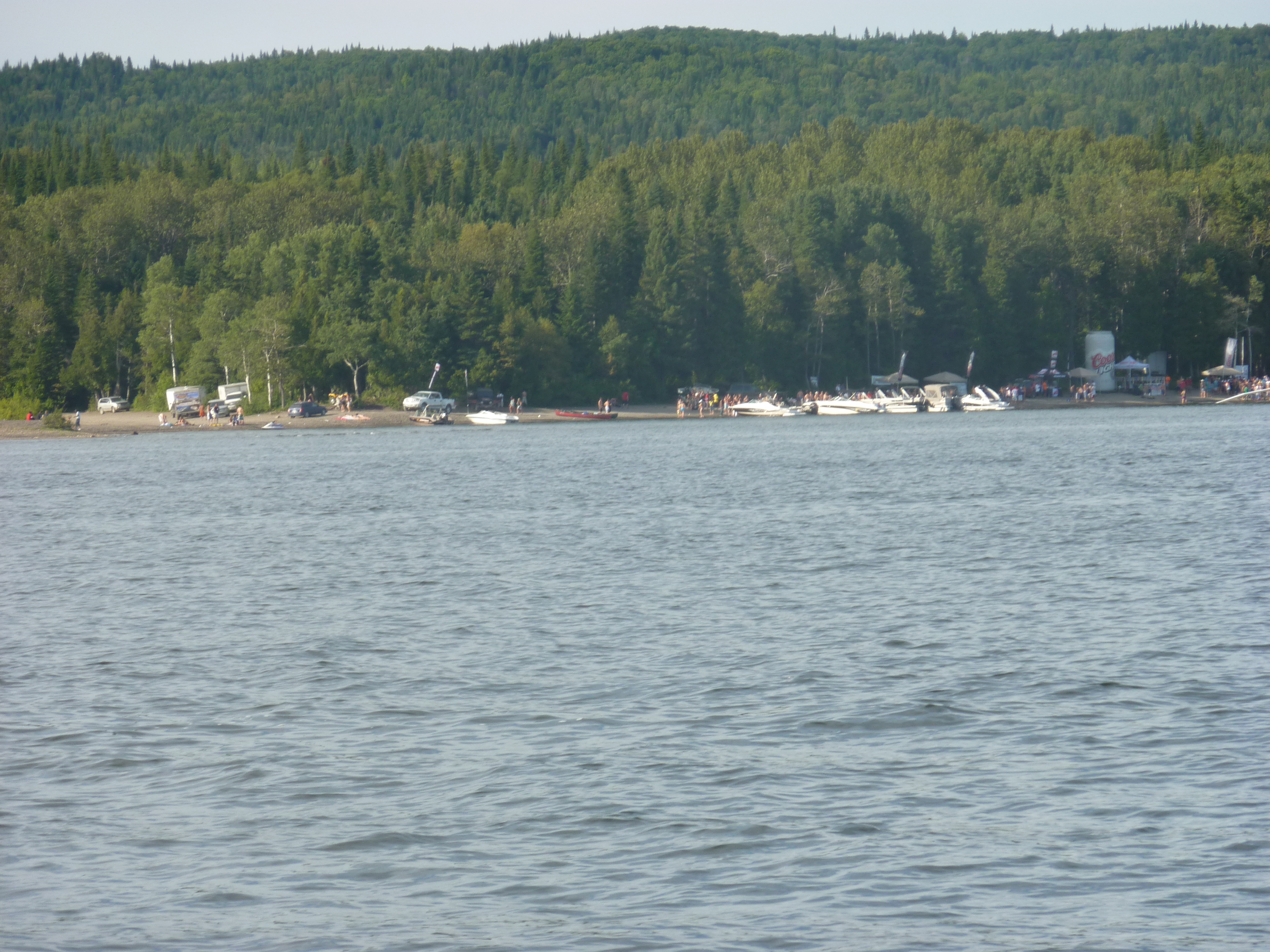
La Pointe Fine lors du Xfest en 2010

### Source en ligne
- Commission de toponymie du Québec